# Hidalgo (adel)

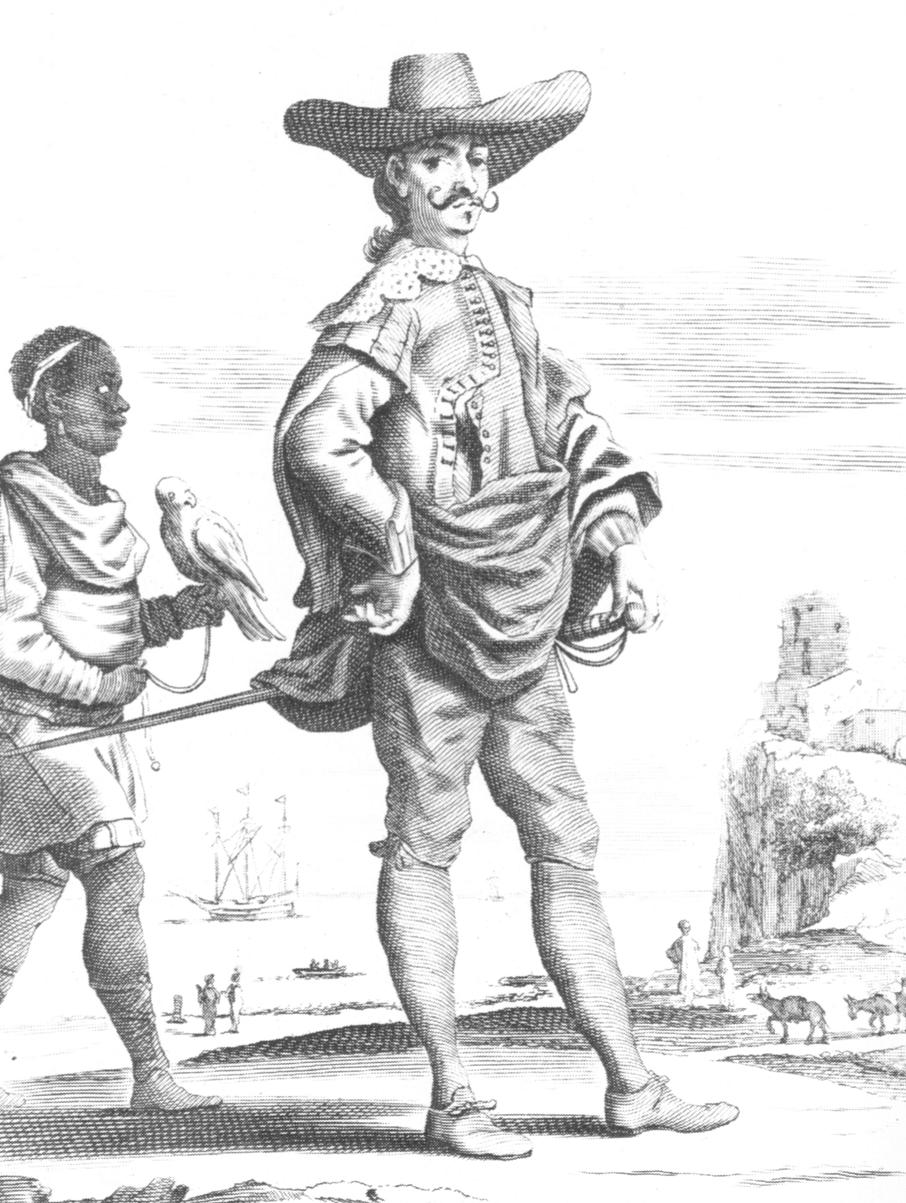
Een hidalgo in een Spaanse kolonie.

Heraldische kroon

Een hidalgo is in Spanje iemand die tot de lage adel behoort. Een vergelijkbare titel in Portugal (en Galicië) was fidalgo.
Het woord hidalgo is een verbastering van hijo de algo, zoon van iemand. Om als hidalgo erkend te worden, moest men bewijzen dat alle vier de grootouders eveneens hidalgo waren. Bovendien kon een vorst de titel toekennen als beloning voor een bewezen dienst. Ook was iedereen geboren in Biskaje automatisch hidalgo.
In Spanje bestaat de adel uit twee groepen, de Grandes de España (zoals markiezen en hertogen) en de hidalgo. Daar het de laagste adellijke rang was, profiteerde een hidalgo niet van alle voordelen van de adeldom, maar een van de voordelen was vrijstelling van belastingen en andere heffingen. Aangezien steeds meer mensen tot de hidalgo-stand werden verheven, kwam de titel in steeds minder hoog aanzien te staan, totdat het gebruik ervan in de 19e eeuw gaandeweg verdween.
De bekendste hidalgo is het fictieve personage Don Quichot van La Mancha. Ook veel conquistadores waren hidalgos.